# Шанселад
Шанселад (фр. Chancelade) насеље је и општина у југозападној Француској у региону Аквитанија, у департману Дордоња која припада префектури Периже.
По подацима из 2011. године у општини је живело 4258 становника, а густина насељености је износила 262,35 становника/km². Општина се простире на површини од 16,23 km². Налази се на средњој надморској висини од 88 метара (максималној 198 m, а минималној 73 m).

## Демографија
| 1962. | 1968. | 1975. | 1982. | 1990. | 1999. | 2011. |
| ----- | ----- | ----- | ----- | ----- | ----- | ----- |
| 1.780 | 2.002 | 2.420 | 3.297 | 3.718 | 3.865 | 4.258 |

График промене броја становника у току последњих година